# Sopwith Pup
O Sopwith Pup foi um caça biplano britânico produzido pela Sopwith Aviation Company. O caça foi incluído na Royal Flying Corps e Royal Naval Air Service no outono de 1916. O design do avião foi feito por Herbert Smith e ao todo foram produzidos 1,770 exemplares de 1916 até 1918.

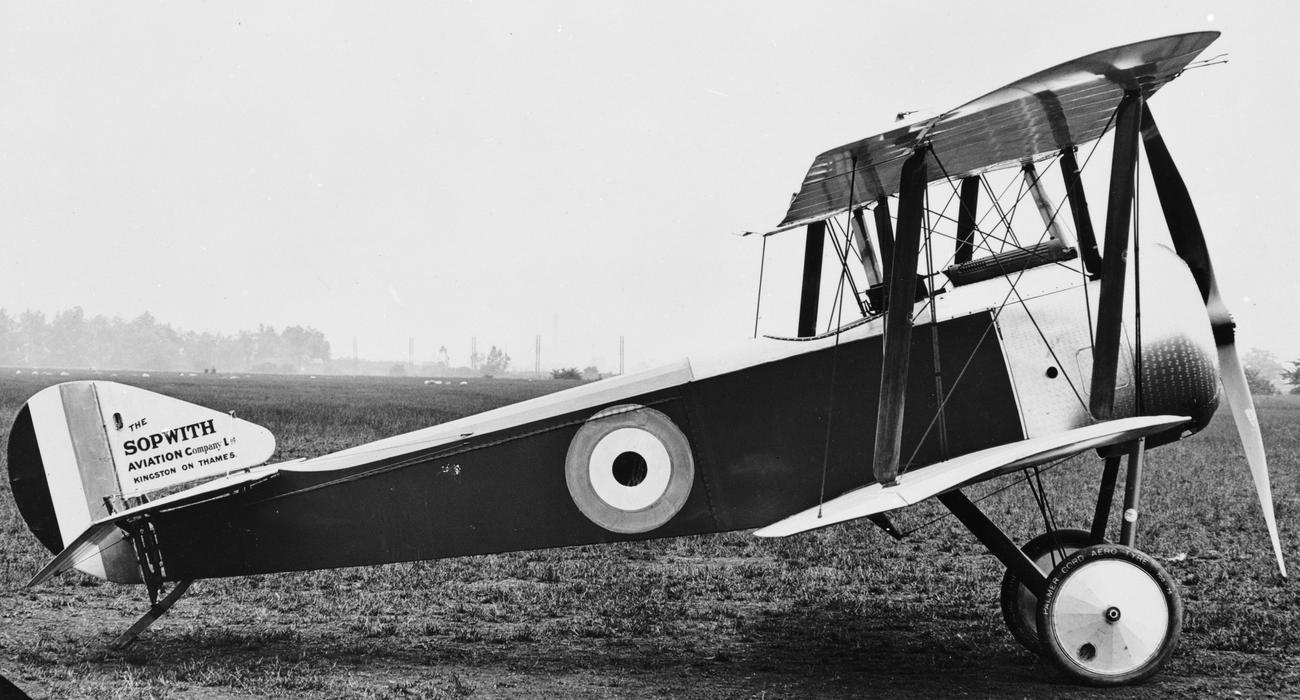
Vista lateral do Sopwith Pup.

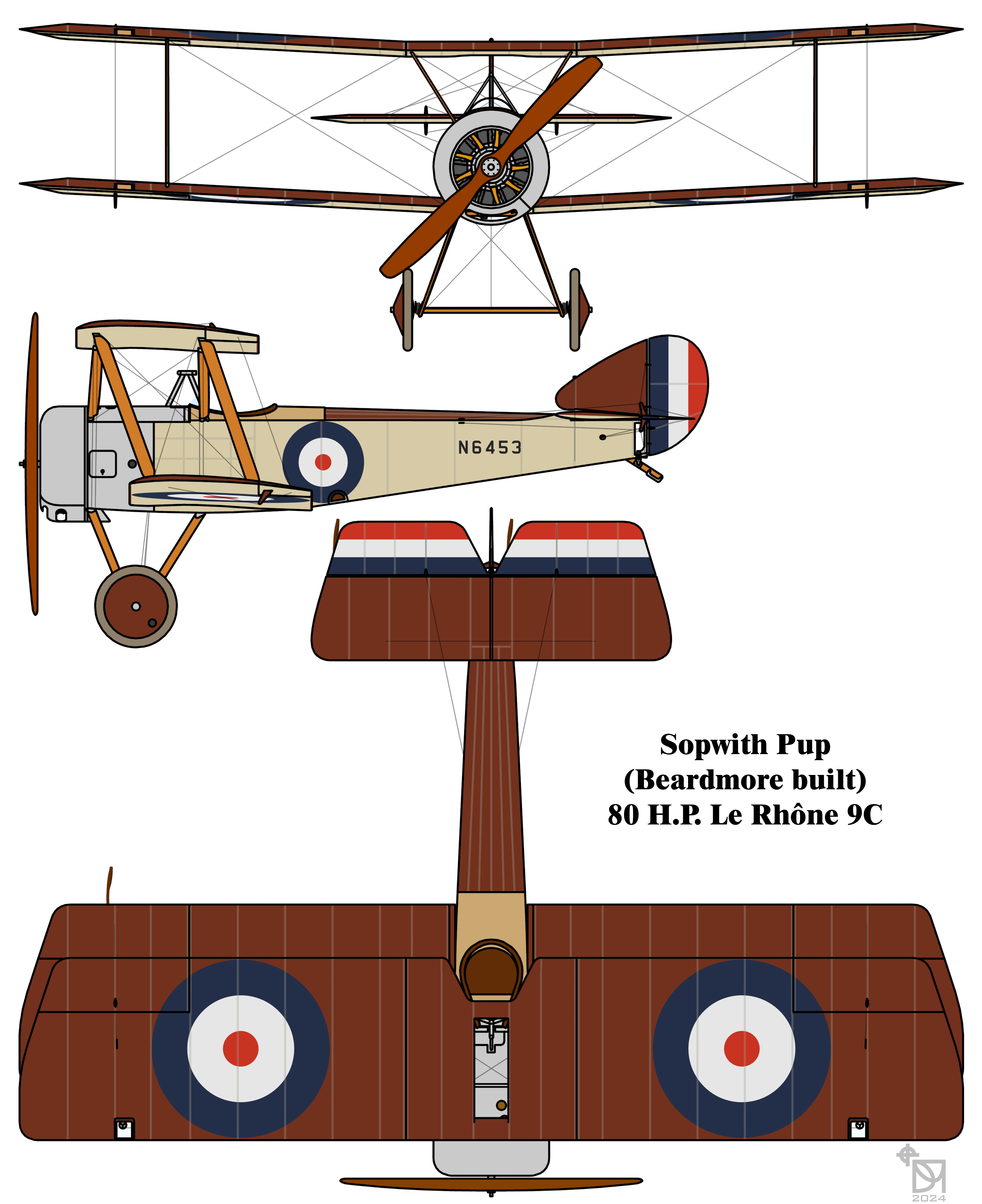